# 克維特涅韋 (布羅瓦里區)
50°31′57″N 30°50′59″E / 50.53250°N 30.84972°E
克維特內韋（烏克蘭語：Квітневе）是位於烏克蘭北部的村莊，由基辅州布羅瓦里區的卡利尼夫卡市鎮負責管轄。該村始建於1992年，面積0.68平方公里，海拔高度120米，2001年人口788，人口密度每平方公里1,158.8人。